# Laemophloeus gestroi
Laemophloeus gestroi is een keversoort uit de familie dwergschorskevers (Laemophloeidae). De wetenschappelijke naam van de soort werd in 1883 gepubliceerd door Antoine Henri Grouvelle.